# Funkcja ludyczna języka
Funkcja ludyczna (zabawowa) – funkcja wypowiedzi polegająca na tworzeniu wypowiedzi w taki sposób, aby nosiła ona znamiona komiczne. Jest  związana z funkcjami ekspresywną (ukazanie stosunku do opisywanego obiektu bądź zjawiska), impresywną (wpływ na odbiorcę) i przedstawieniową (informowanie o obiekcie bądź zjawisku). Celem takiej wypowiedzi jest rozbawienie odbiorcy.